# Кишфалуди-Штробль, Жигмонд
Жигмонд Кишфалуди-Штробль (венг. Kisfaludi Strobl Zsigmond; 1 июля 1884, Альшорайк — 14 августа 1975, Будапешт) — известный венгерский скульптор, работавший в манере реализма. Лауреат премии имени Кошута (1950, 1953).

## Биография и творчество
Родился 1 июля 1884 г. в селе Алшорайк в Западной Венгрии, в семье учителя.
В 1901-1904 гг. учился в Школе прикладного искусства, был стипендиатом в Вене, в 1905-1908 гг. - учился ваянию в Венгерском королевском училище натурного рисунка и преподавания рисования.
Первая выставка работ скульптора состоялась в 1909 году в Париже. В 1912 г. Ж.Кишфалуди-Штробль получил премию им. Рудича и отправился в поездку по Западной Европе, побывал во Флоренции, Риме, Лондоне, Париже. Первая городская скульптура (памятник историку Михаю Хорвату, в настоящее время - на главной площади г. Сентеш) была выполнена скульптором в 1913 г.
Во время Первой мировой войны Ж.Кишфалуди-Штробль служил в армейской пресс-службе. В 1917 г. император и король Австро-Венгрии Карл I заказал скульптору памятник героям Горлицкого прорыва (памятник был установлен в г. Кошице, в настоящее время не сохранился).
В период революционных событий 1918 и 1919 гг. в Венгрии Кишфалуди-Штробль продолжал творить, в частности, в это время им была создана скульптура, изображающая солдата Революции астр.
В 1920-е гг. скульптор создал целый ряд памятников героям Первой мировой войны (в настоящее время на улицах и площадях венгерских городов сохранилось в общей сложности более пятидесяти таких памятников).
В 1920-1930-е гг. неоднократно выполнял заказы как на монументальные скульптуры, так и на скульптурные портреты. Последние имели большой успех в ходе поездки скульптора по Великобритании и США, предпринятой им в  1927-1928 гг.
С 1921 по 1960 г. Ж.Кишфалуди-Штробль преподавал в своей альма-матер, в те годы носившей название "Высшая школа изобразительного искусства".
4 апреля 1947 г., во вторую годовщину освобождения Венгрии, на горе Геллерт в Будапеште была открыта скульптурная композиция его работы "Монумент Освобождения", центральная фигура которой в настоящее время носит название "Статуя Свободы" и является одним из символов венгерской столицы.
В послевоенные годы скульптор вновь посетил Великобританию и Францию, а впоследствии неоднократно бывал в Советском Союзе и социалистических странах. В 1958 г. он был избран почётным членом Академии художеств СССР.
В 1950-1960-е гг. Ж. Кишфалуди-Штробль продолжал активную творческую деятельность, наряду с И. Сентдьёрди и Ф. Шидло был одним из самых известных скульпторов социалистической Венгрии этого периода.

## Работы
Ж. Кишфалуди-Штробль — мастер динамических композиций, изображения характеров и символов. Известен также рядом работ академического стиля.

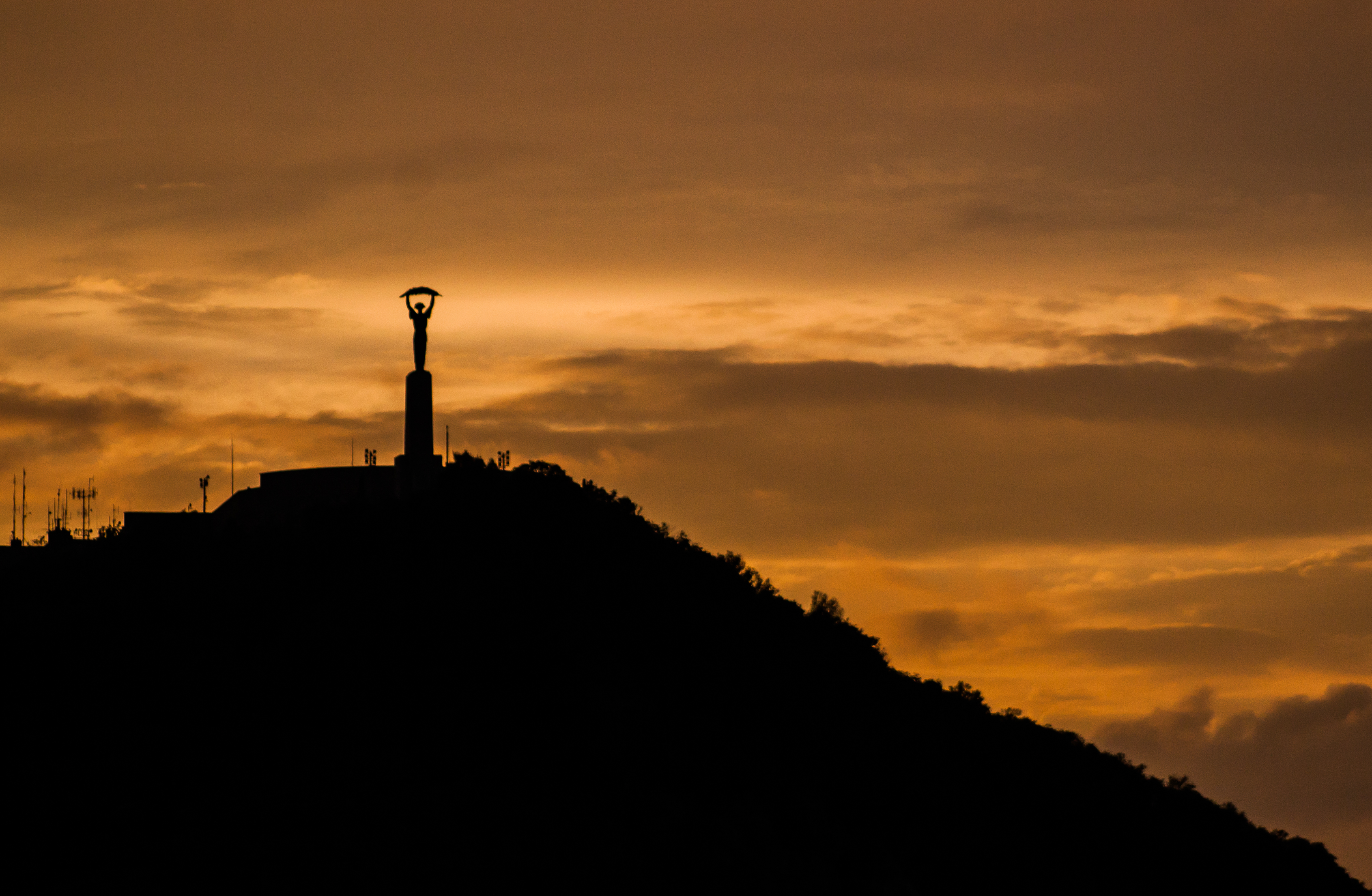
Статуя Свободы на горе Геллерт — один из символов Будапешта

Является создателем нескольких десятков монументальных памятников и скульптур, в том числе — будапештской "Статуи Свободы", фигур Ф. Ракоци и Л. Кошута для Монумента Тысячелетия на Площади Героев в Будапеште, скульптур "Защитники приграничных крепостей" в Эгере, "Металлург" в г. Озд, "Энергика" на Матравидекской электростанции (г. Лёринци) и многих других.
Признанный мастер скульптурного портрета: его резцу принадлежат изображения А.Гёргеи (1913), Дж. Б. Шоу (1932), принцессы Елизаветы, будущей королевы Великобритании (1934). У. С. Моэма (1949), К. Е. Ворошилова (1955), венгерских деятелей искусства — художника И. Чока (1924), актрисы Г. Байор (1932), композитора З. Кодая (1963, 1966).

### За рубежом
Работы скульптора имеются в музейных собраниях Москвы (Третьяковская галерея), Санкт-Петербурга (Пушкинский музей), Лондона, Гётеборга. В московском парке Дружбы установлен памятник советско-венгерской дружбы совместной работы Е. В. Вучетича и Ж. Кишфалуди-Штробля.

## Галерея

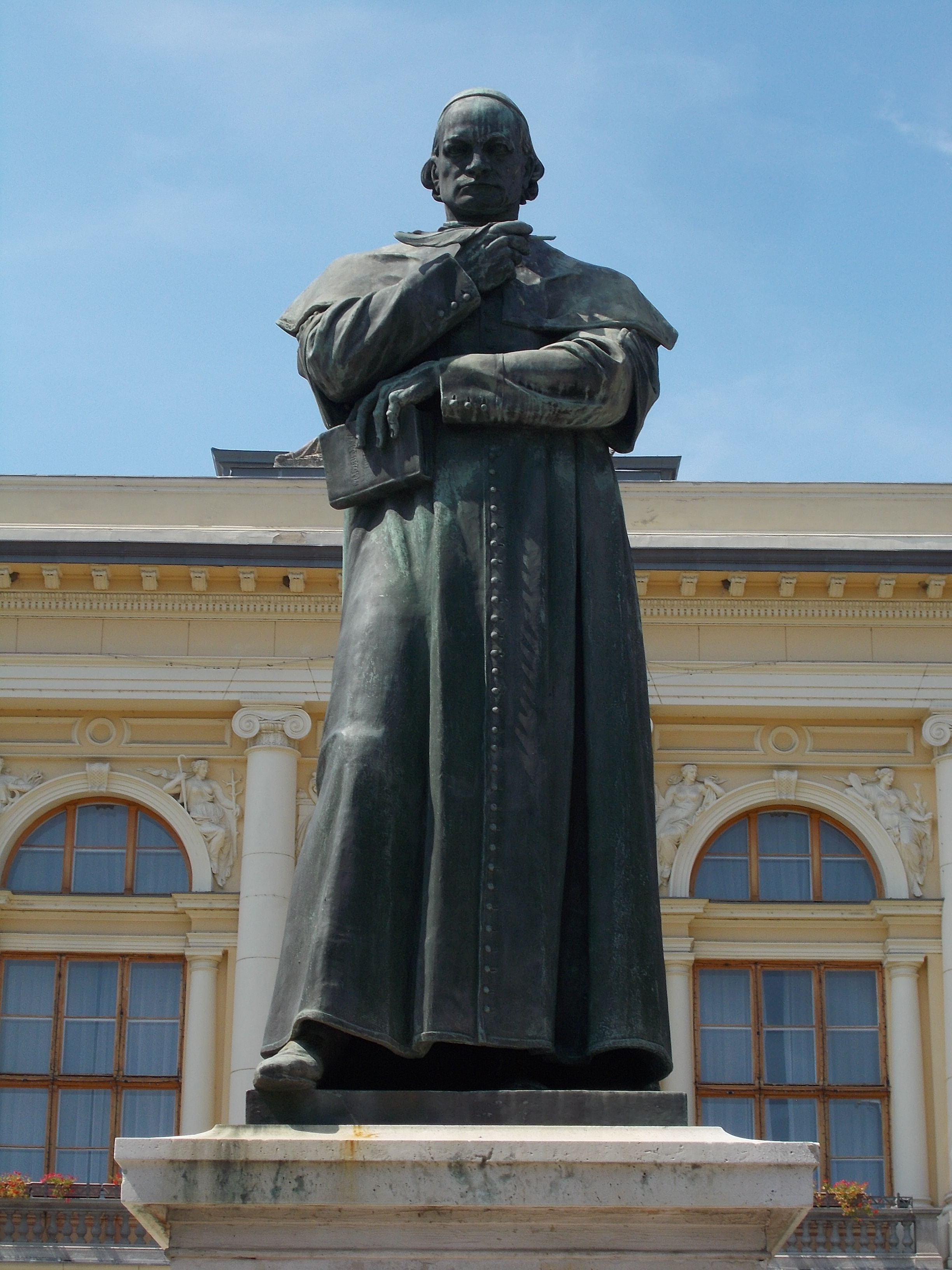
Михай Хорват (1913), г. Сентеш
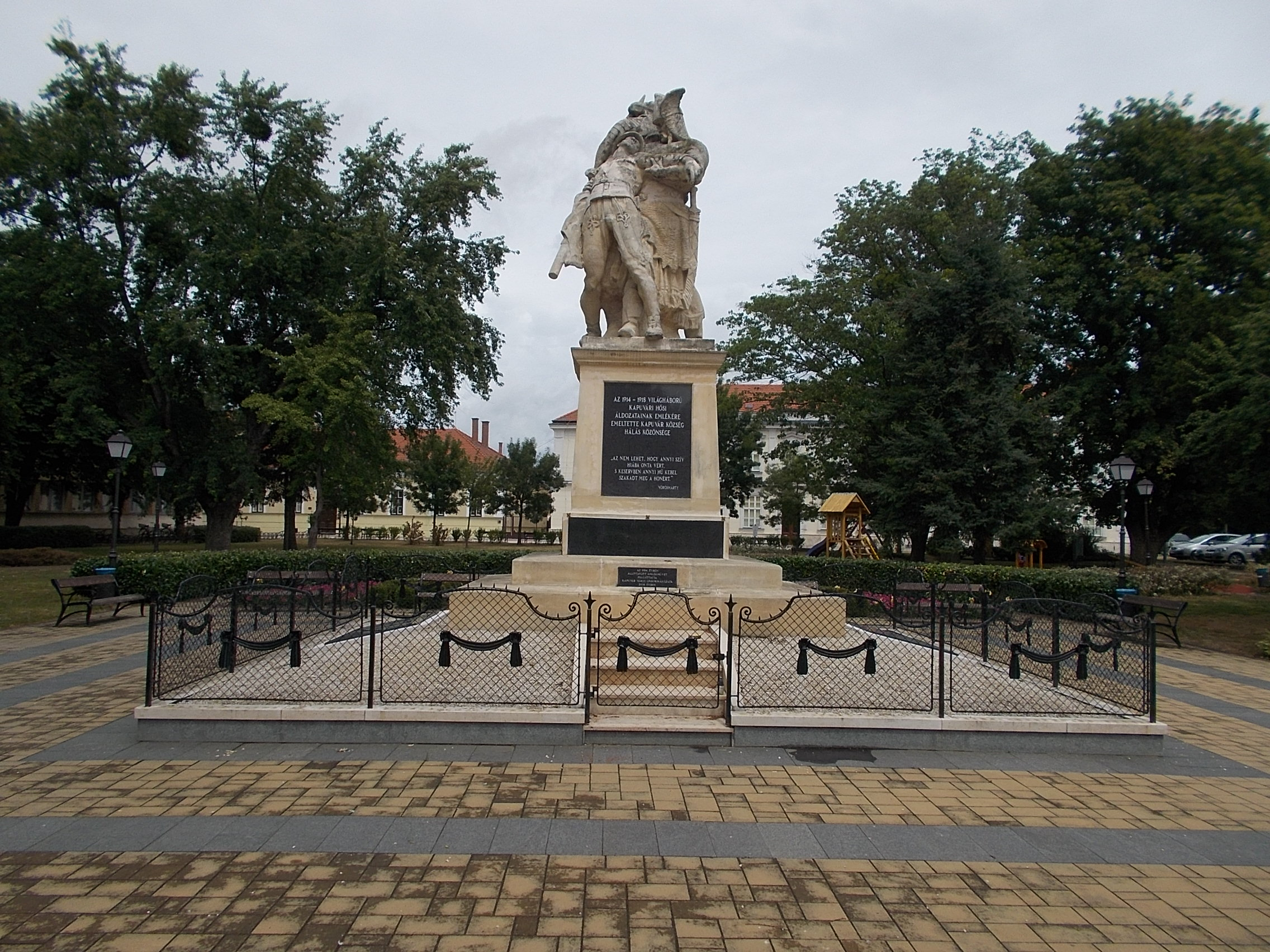
Памятник погибшим в Первую мировую войну (1924), г. Капувар
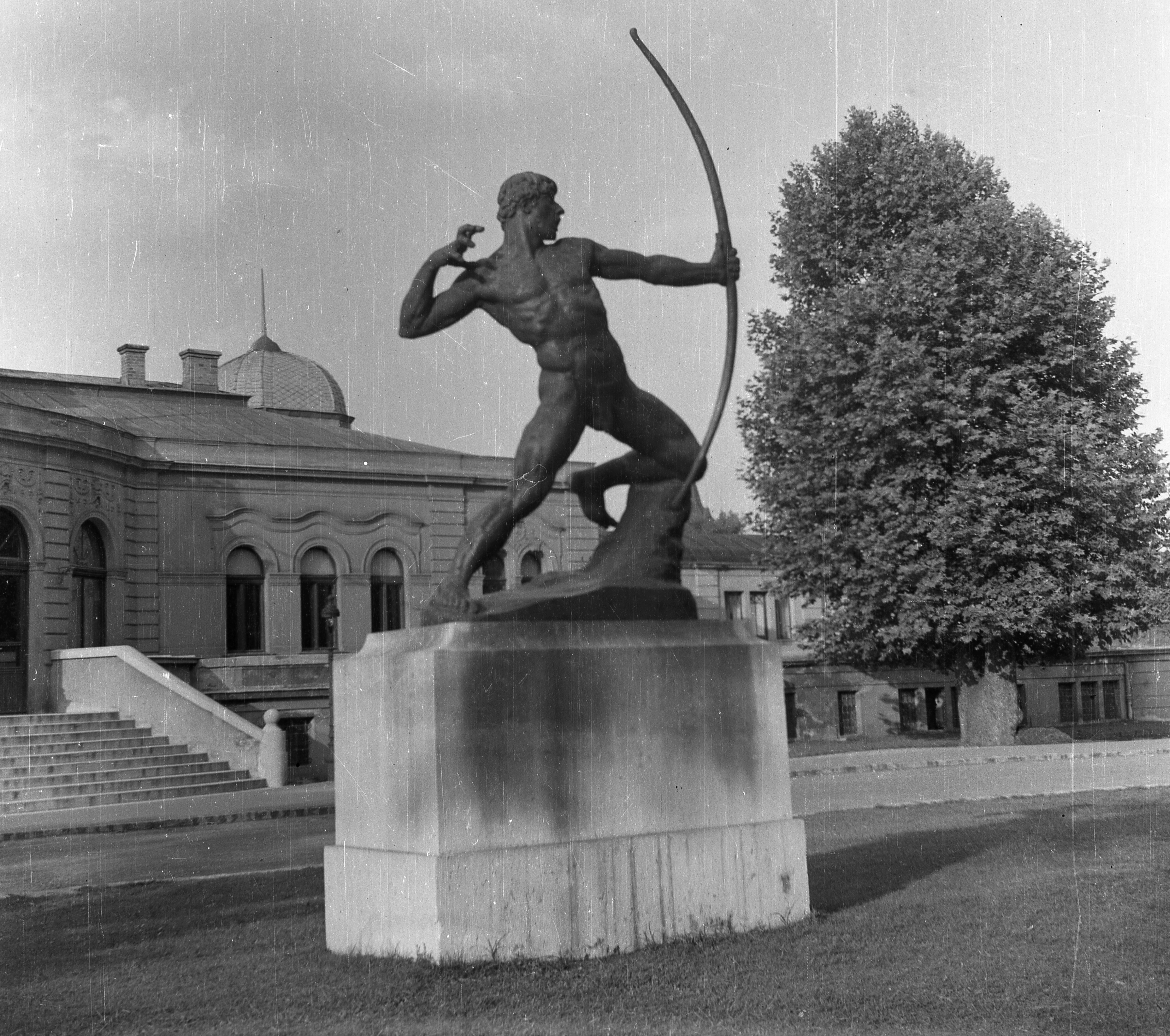
"Стрелок из лука" (1929), Будапешт
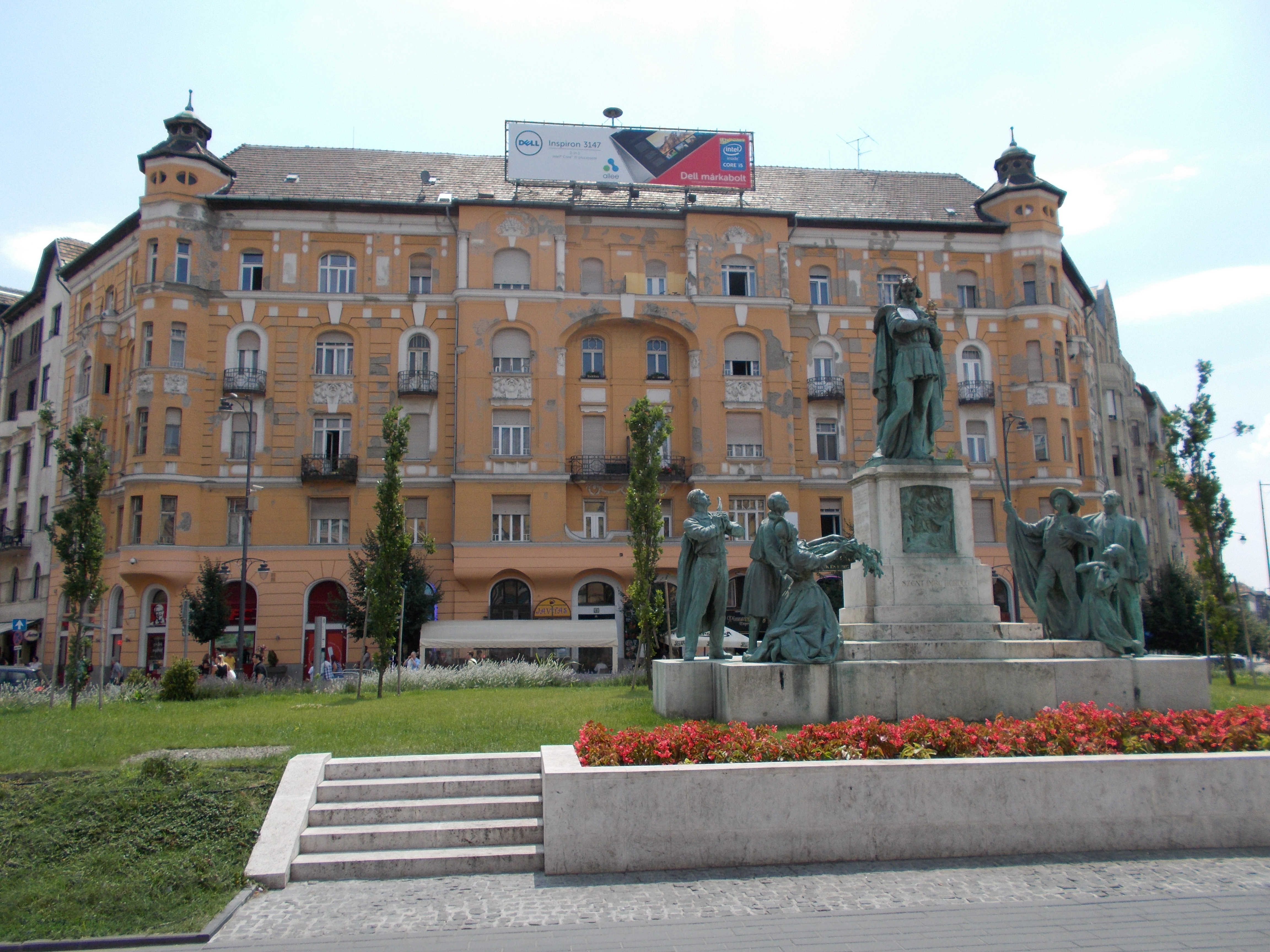
Композиция "Принц Имре Святой" (1930), Будапешт
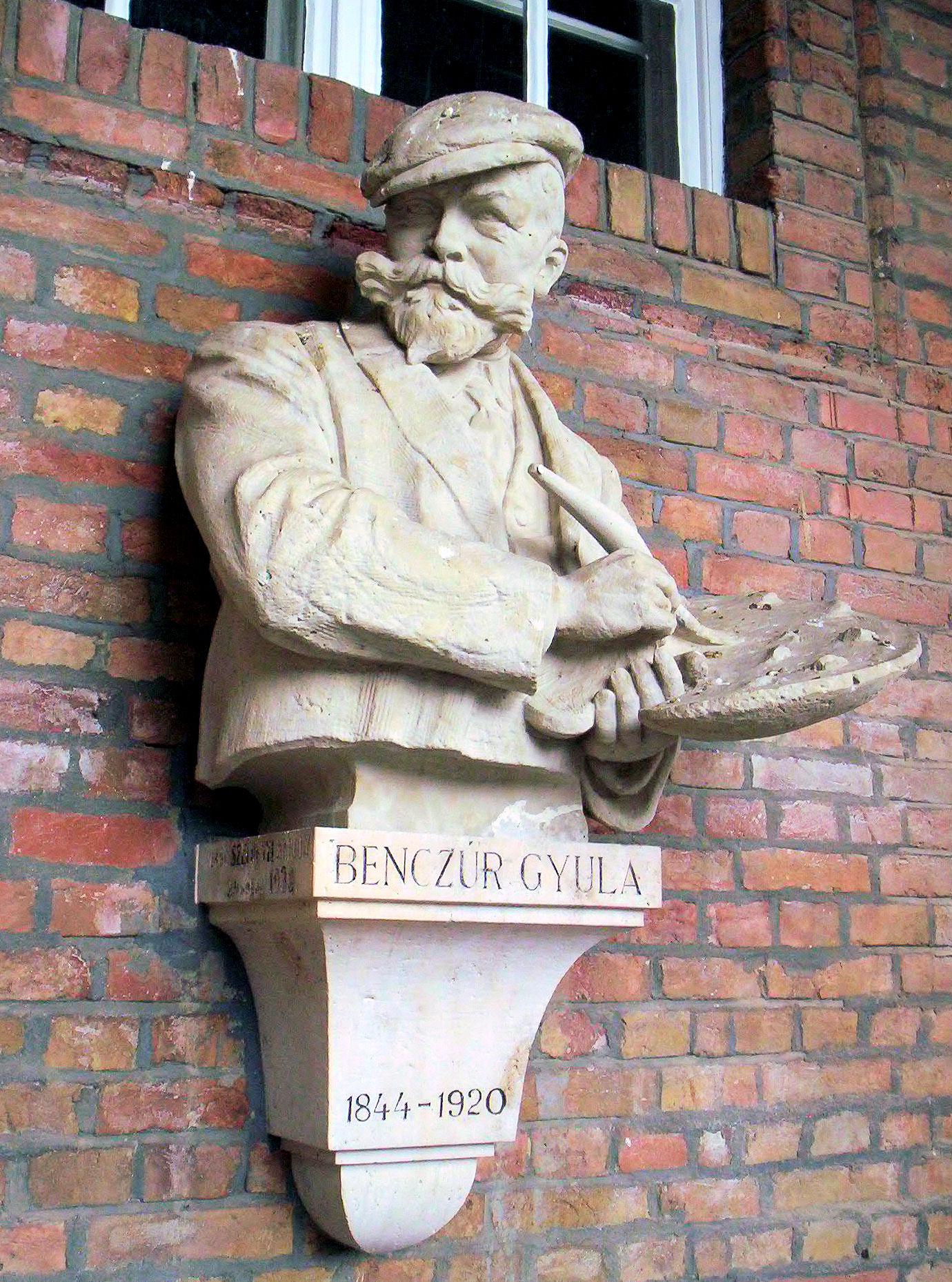
Дьюла Бенцур (1930), г. Сегед
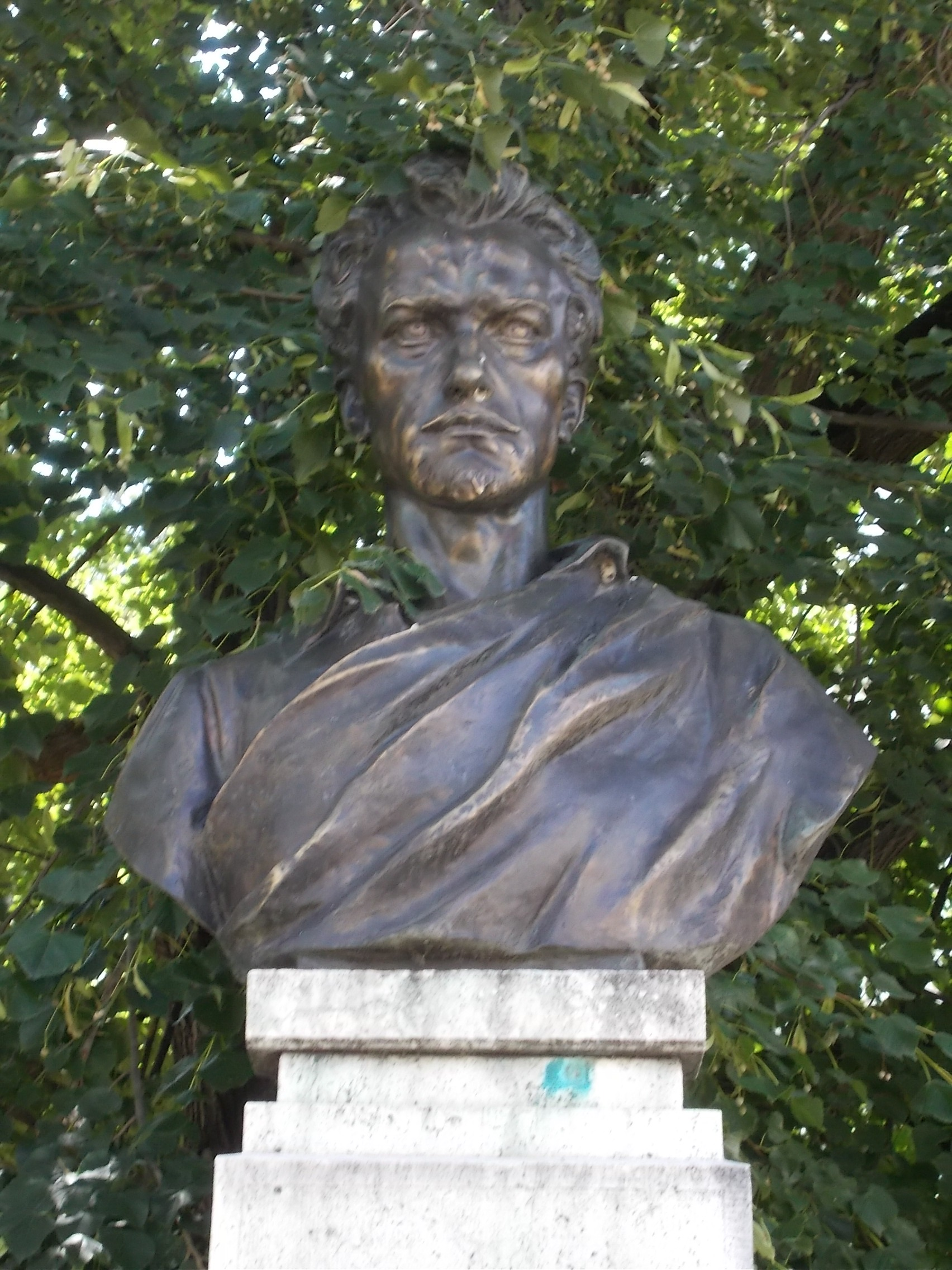
Шандор Петёфи (1931), г. Папа
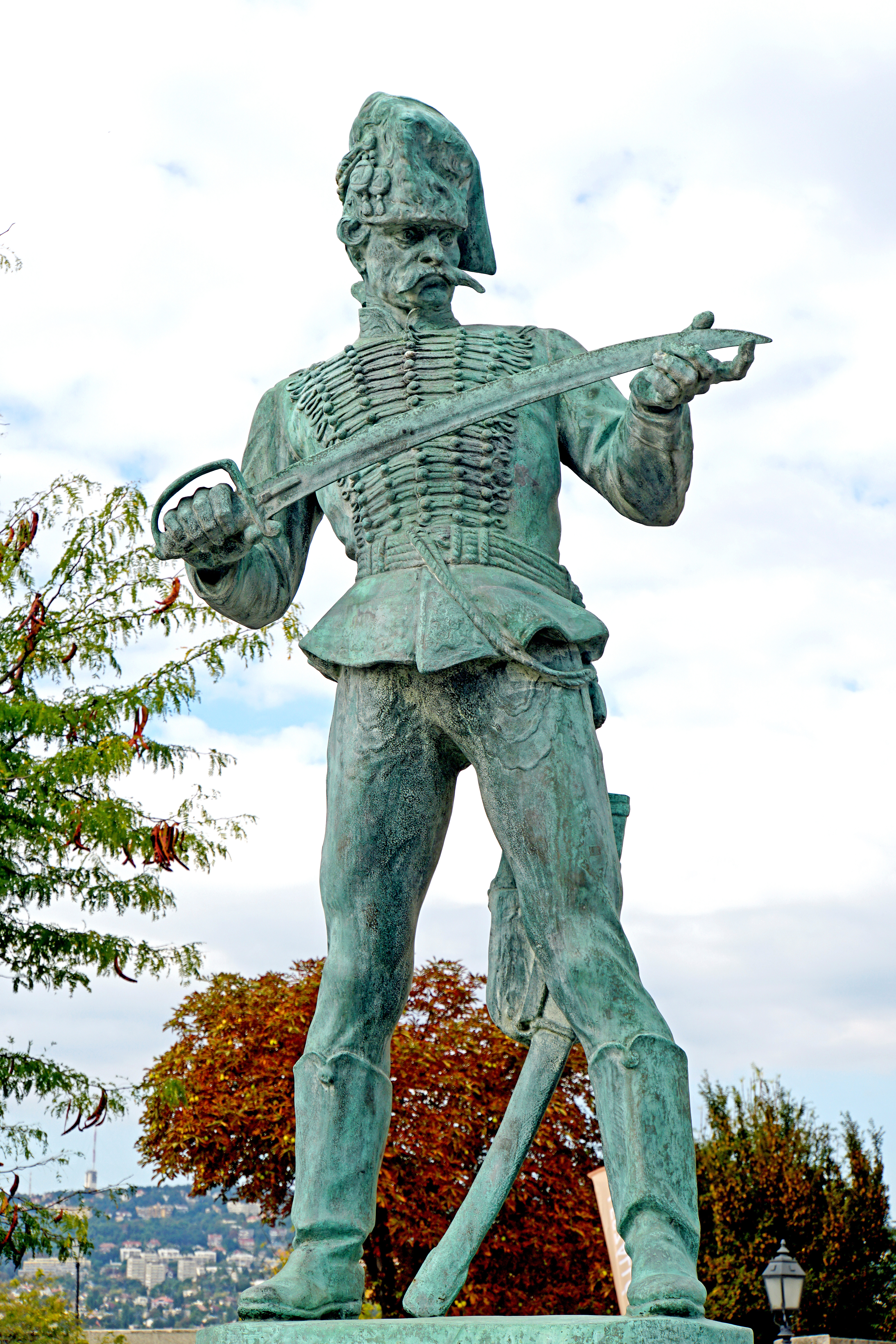
"Старый гусар" (1932), Будапешт
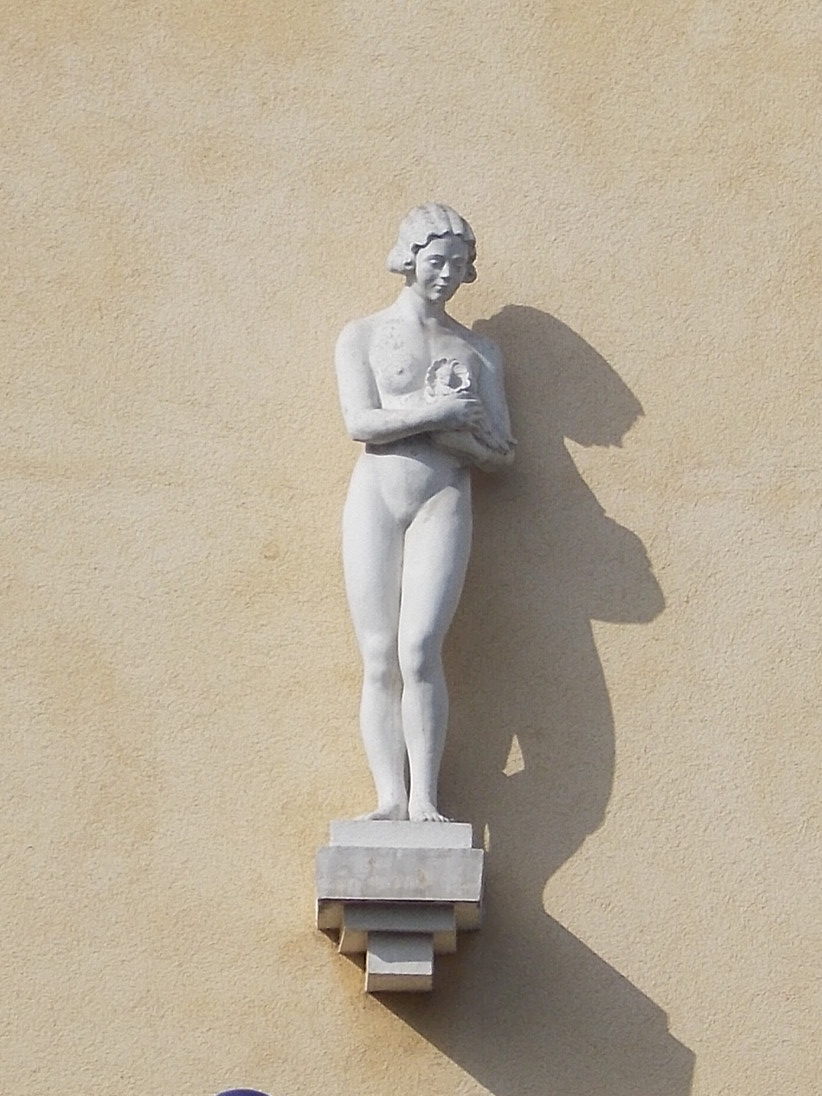
"Девушка с голубем" (1942), скульптура на здании в Будапеште
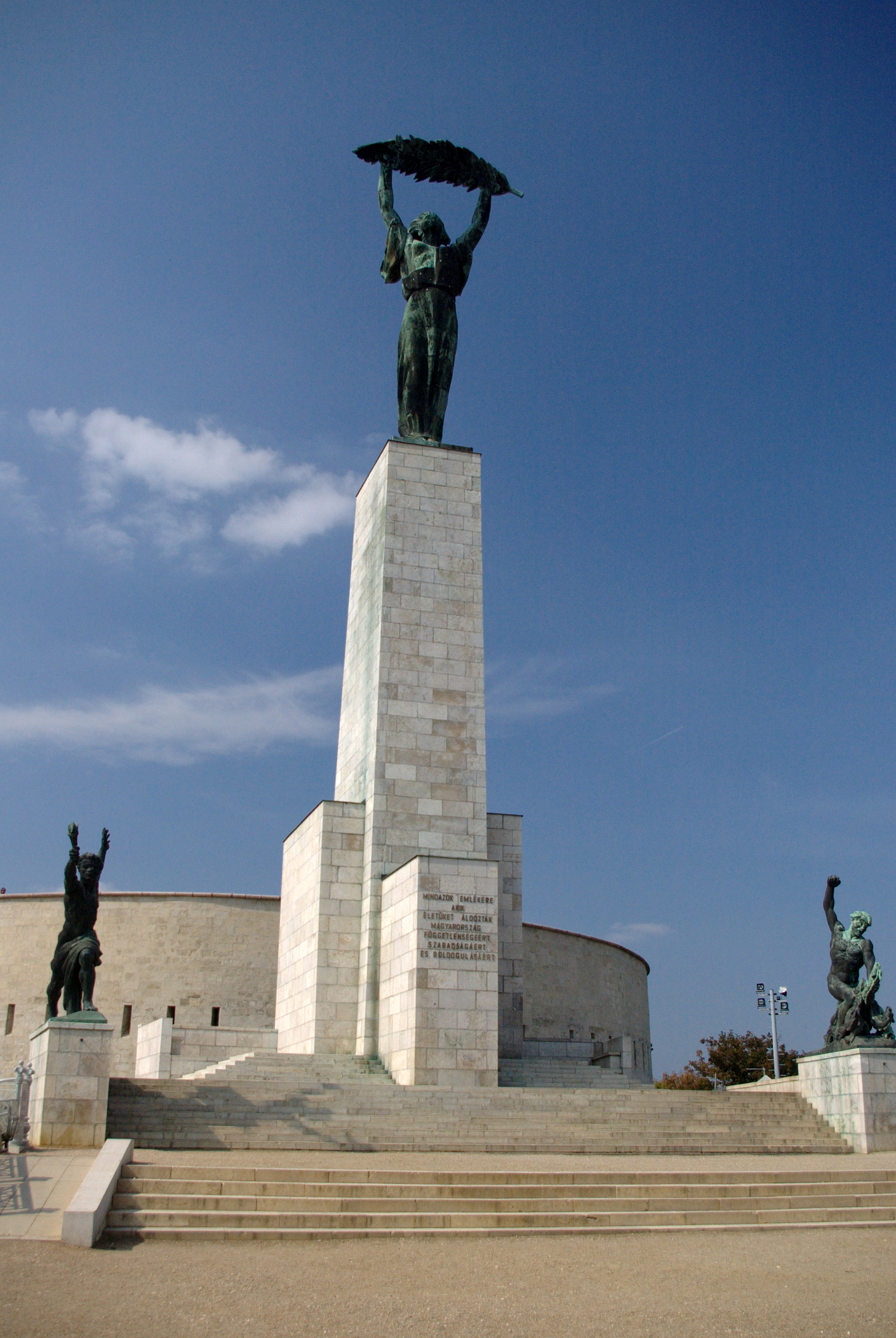
Композиция "Монумент Освобождения" (1947), Будапешт
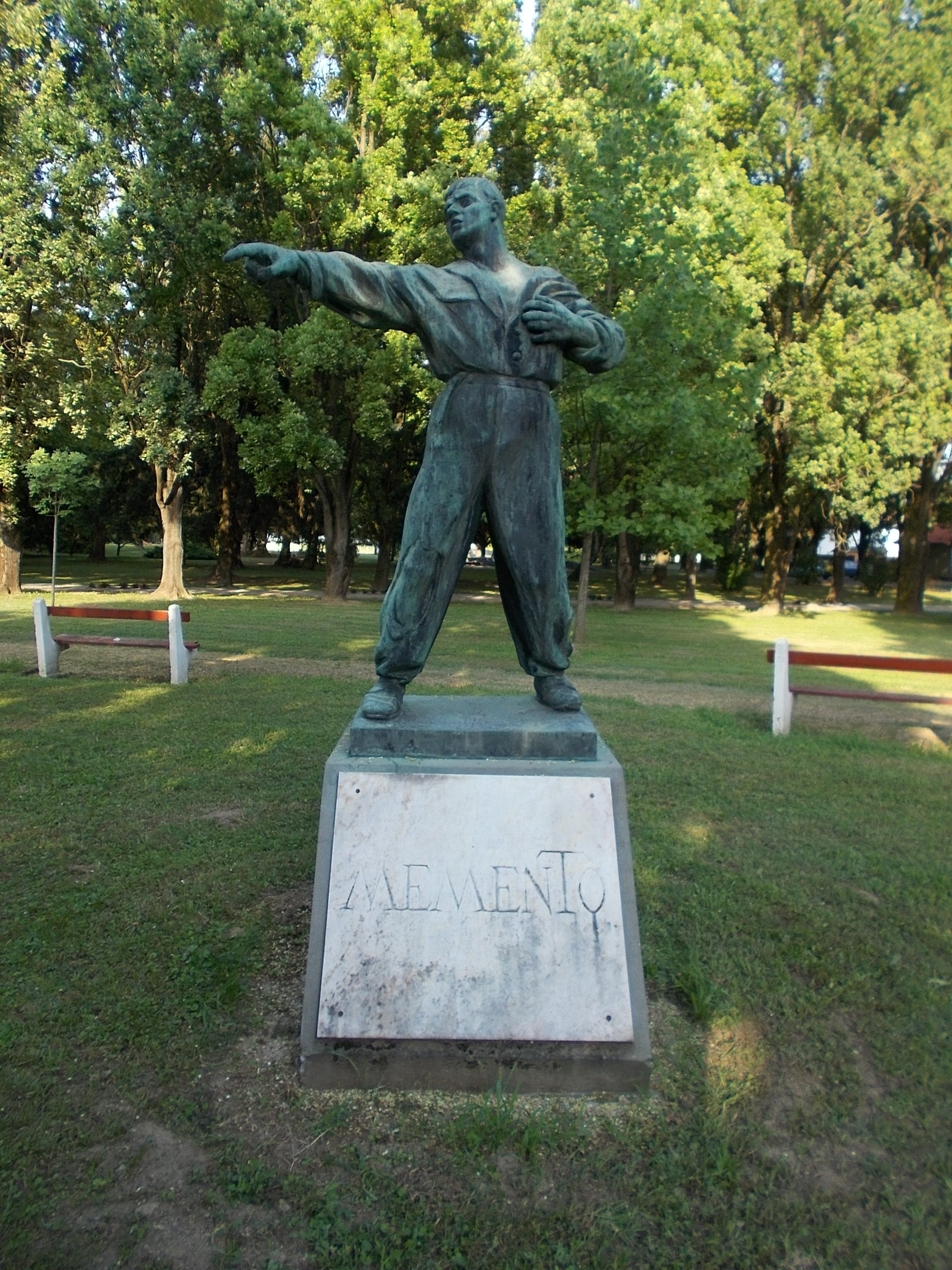
"Обвиняющий" (1949), г. Марцали
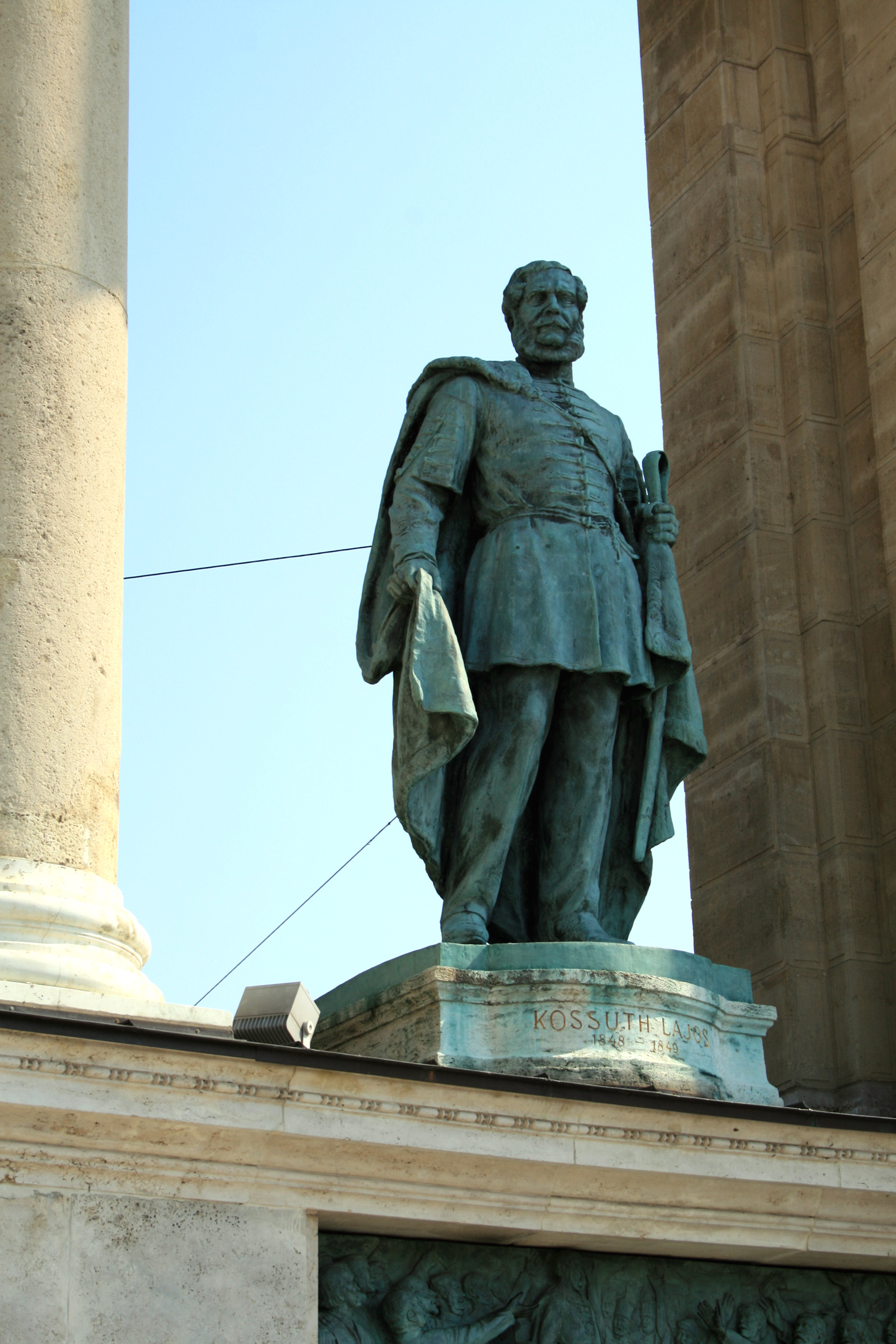
Лайош Кошут, скульптура на Площади Героев в Будапеште (1953-1955)
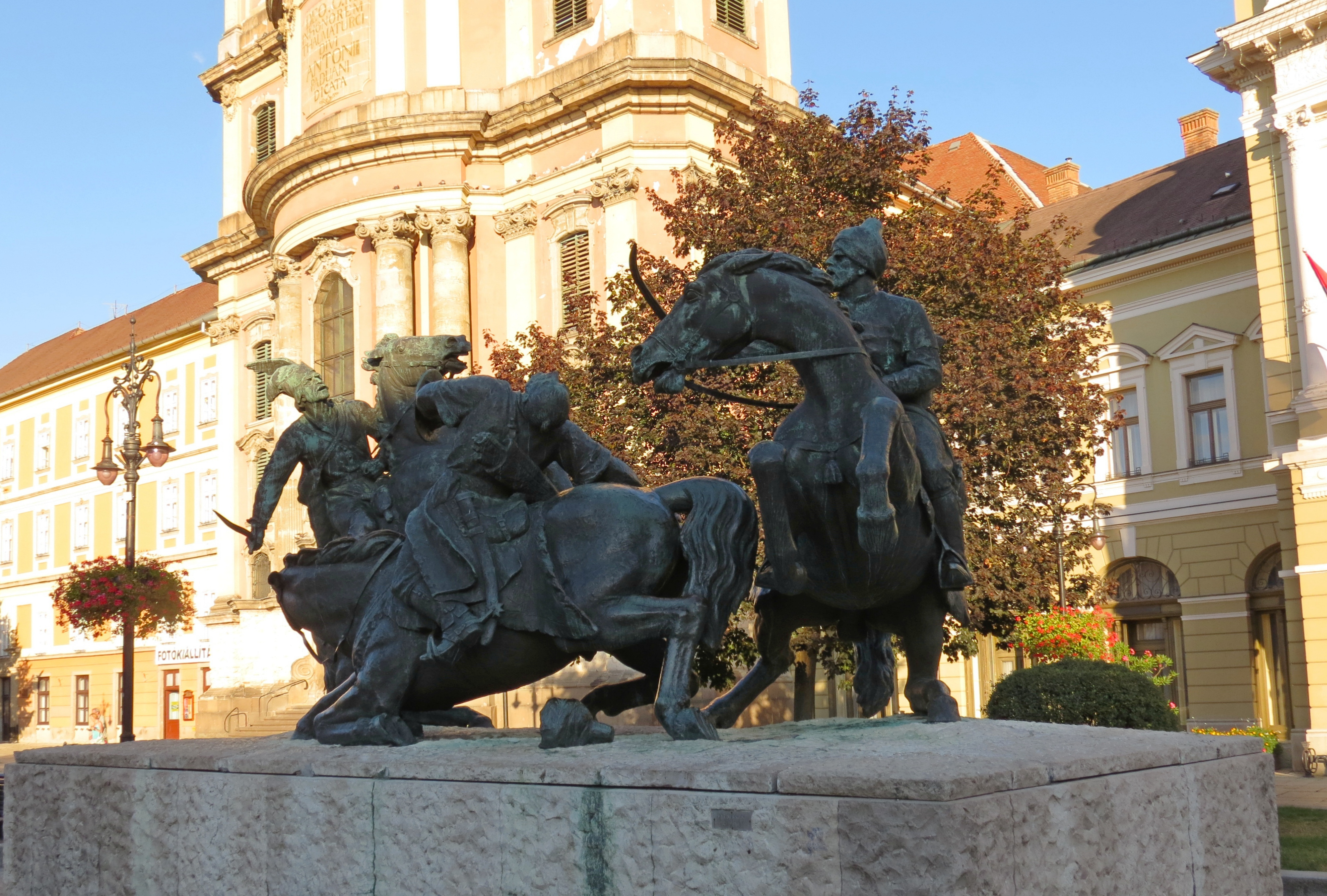
"Защитники приграничных крепостей" (1968), г. Эгер